# Orthetrum helena
Orthetrum helena är en trollsländeart som beskrevs av Buchholz 1954. Orthetrum helena ingår i släktet Orthetrum och familjen segeltrollsländor. Inga underarter finns listade i Catalogue of Life.